# Карлос Састре
Карлос Састре Канділь (ісп. Carlos Sastre Candil; нар. 22 квітня 1975) - колишній іспанський професійний шосейний велогонщик, переможець Тур де Франс-2008. Він послідовно досягав значних результатів на Вуельта Іспанії і однаково хороших показників на Тур де Франс. Састре зарекомендував себе як сильний і стабільний фахівець з долання підйомів, і після роботи з поліпшення своїх результатів у індивідуальній гонці з роздільним стартом, він став претендентом на найвищі місця в генеральній класифікації на Гранд-турах. Загалом, за свою кар'єру Састре фінішував у першій десятці на п'ятнадцяти Гранд-турах.
Також примітно, що Састре ніколи не показував позитивний результат чи був спійманий на допінг-розслідуванні, враховуючи, що він виступав на найвищому рівні велоспорту впродовж багатьох років. Састре продовжує бути широко відомим, після справи Ленса Армстронга, як один з небагатьох "чистих" гонщиків, які вигравали Тур де Франс в сучасну еру, оскільки він ніколи не був замішаний у допінгових скандалах.

## Життєпис
У часи юності Састре в домі його батьків жив професійний велогонщик Франсіско Ігнасіо Сан Роман, який тоді проходив військову службу. Спочатку Састре тренував його батько, поки він не став любителем.
Састре підписав свій перший професійний контракт в 1997 році з командою ONCE. Упродовж своїх п'яти років у складі ONCE він переважно був грегарі й здобув лише кілька перемог, хоча й показав свою силу в горах, з декількома хорошими результатами, особливо перемогою в гірських змаганнях на Вуельта Іспанії 2000.
2002 року він перейшов в Team CSC, де виконував роль капітана на "Вуельті Іспанії" і до 2005 року мав вільну роль на Тур де Франс. Кульмінацією в цей час була його перемога на 13-му етапі Тур де Франс 2003, який Састре виграв із соскою в роті, як вітання для своєї маленької дочки. Састре фінішував на 2 хвилини 32 секунди попереду капітана команди Тайлера Гемілтона.
Перед початком сезону-2004, Карлос Састре і його товариш по команді Іван Бассо інтенсивно тренувались, щоб поліпшити свої результати в гонці з роздільним стартом, і таким чином стати більш універсальними велогонщиками. Вони вирушили до Бостона для тренування в аеродинамічній трубі МТІ. Це допомогло Састре поліпшити його результати на Вуельта Іспанії, де він посів 6-те місце в загальному заліку, а також став 8-м на Тур де Франс 2004.

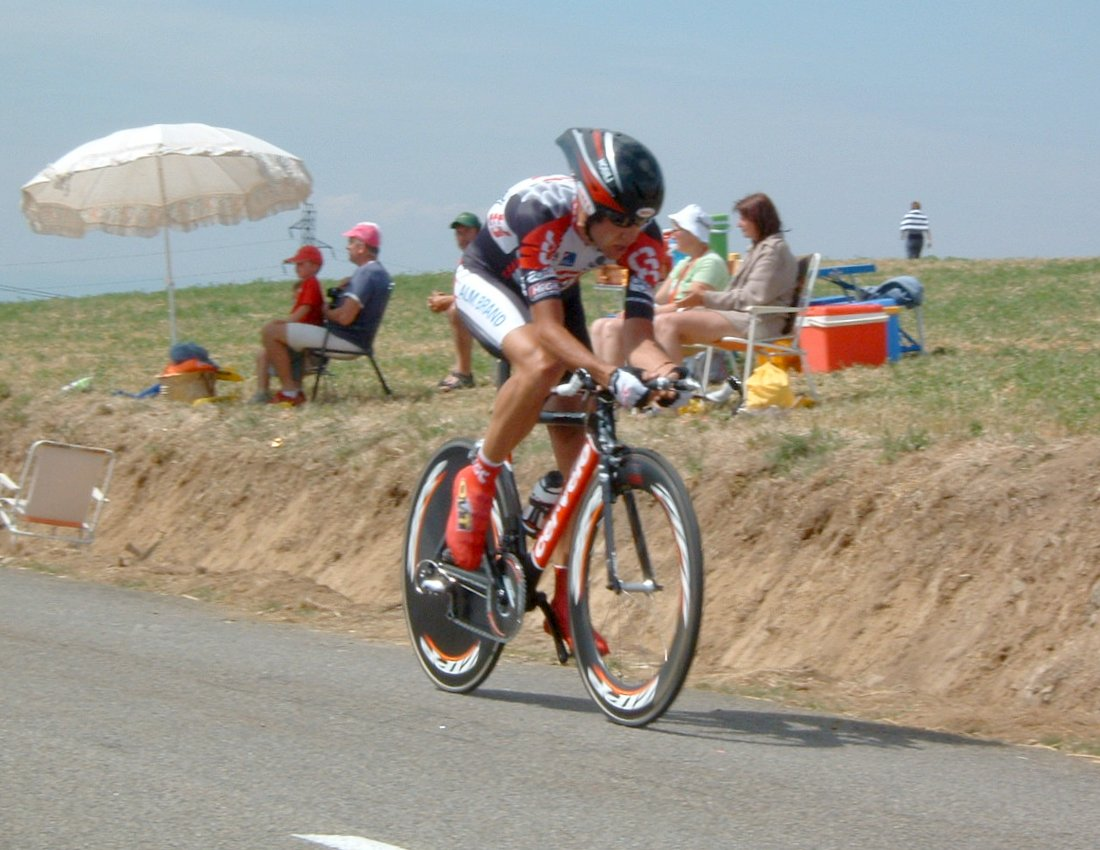
Тур 2005: Састре під час етапу 20 - індивідуальної гонки з роздільним стартом.

На Тур де Франс 2005 він був грегарі для Івана Бассо, і посів 21-ше місце в загальному заліку. Однак, як капітан команди CSC на Вуельта Іспанії 2005, Састре, нарешті, піднявся на подіум Гранд-туру, посівши третє місце позаду Дениса Меньшова і початкового переможця Роберто Ераса. Ераса пізніше дискваліфікували за позитивну пробу на еритропоетин, роблячи Састре де-факто другим гонщиком на змаганнях. Після Вуельти він продовжив контракт з командою CSC ще на один рік. У травні 2006 року він підписав новий контракт, строк якого збіг після сезону 2008.

### 2006
Напередодні Джиро д'італія 2006 у травні, Састре вирішив взяти участь у цій велобагатоденці, щоб допомогти виграти Іванові Бассо, а це означало, що він поїде на всіх трьох Гранд-турах; Джиро і Тур де Франс - на підтримку Бассо, Вуельті - як капітан команди. На Джиро темп Састре на деяких гірських етапах допоміг Бассо виграти загальний залік. Састре фінішував 43-м у загальному заліку на Джиро 2006.
За кілька днів до старту Тур де Франс 2006 у липні, команда CSC відсторонила Івана Бассо, оскільки його ім'я засвітилося у допінговій справі Operación Puerto. Це означало, що Састре став капітаном команди CSC на Турі 2006. Хоча його головним завданням на сезон була Вуельта Іспанія 2006 у вересні, цей Тур де Франс був чудовою можливістю для Састре проявити себе як претендента на перемогу в генеральній класифікації. Упродовж гірських етапів Састре показав себе сильним гірським гонщиком в пелотоні, випередивши на гірських підйомах Флойда Лендіса на 1 хвилину 59 секунд і Андреаса Клодена на дві з половиною хвилини. Састре виступив добре на етапі 15, і посів 2-ге місце на етапі 16 і 17, де скоротив розрив з Оскаром Перейро, який тоді їхав у жовтій майці лідера. Перед передостаннім, 19-м, етапом Туру, індивідуальною гонкою з роздільним стартом, Састре посідав друге місце в загальному заліку, поступаючись лідерові гонки Оскарові Перейро на 14 секунд. Втім, на останньому етапі з роздільним стартом, який тягнувся на 57 кілометрів між Ле-Крезо і Монсо-ле-Мін, Састре фінішував 20-м, програвши кілька хвилин Перейро, майбутньому переможцеві в загальному заліку Флойдові Лендісу і Андреасу Клодену, який посів третє місце в загальному заліку. Састре, таким чином, завершив Тур де Франс 2006 на 4-му місці. Відтоді Флойда Лендіса позбавили цього звання, а це перемістило Састре на 3-й рядок на Тур де Франс 2006.
Коли Састре закінчив Вуельту 2006 на 4 місці в загальному заліку, то став одним із небагатьох гонщиків, які упродовж одного сезону приїхали до фінішу всіх трьох Гранд-турів.

### 2007
На 2007 Тур де Франс 2007 Састре посів 4-те місце, на 7'08" позаду переможця гонки Альберто Контадора. Він закінчив 2-м у загальному заліку на Вуельта Іспанії 2007, на 3'31" позаду переможця гонки Дениса Меньшова.

### Тур де Франс 2008 року

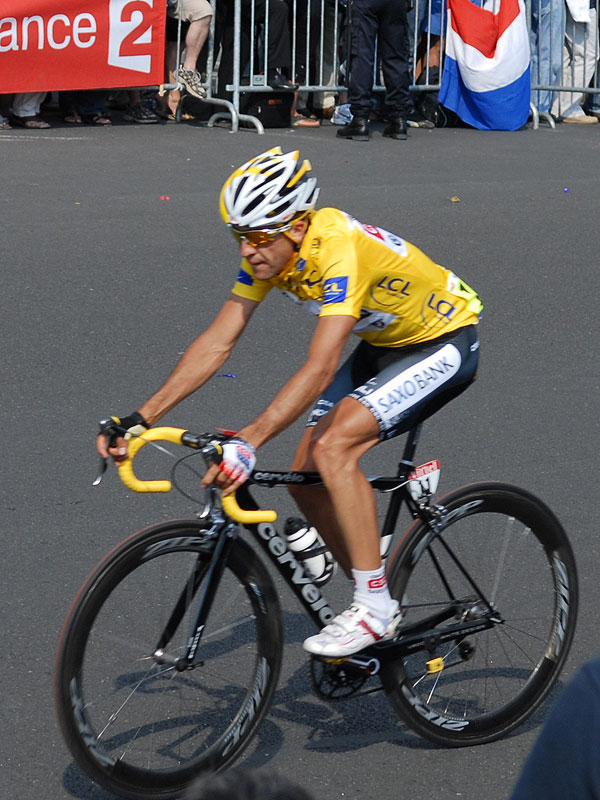
Карлос Састре прибуває в Париж у жовтій майці лідера.

Напередодні Тур де Франс 2008, Састре вважали одним з фаворитів разом з австралійцем Кеделом Евансом з команди Silence–Lotto, іспанцем Алехандро Вальверде з Caisse d'Epargne і росіянином Денисом Меньшовим з Rabobank. Він також стикався з конкуренцією всередині своєї команди від братів Енді та Франка Шлеків, попри те що офіційно був лідером CSC–Saxo Bank.
Састре розпочав Тур тихо і стримано. Після невиразного виступу на початковій гонці з роздільним стартом, він залишався відносно стриманим на перших гірських етапах у Піренеях і вирішив займати оборонну позицію, не відпускаючи далеко вперед своїх головних суперників. Це дозволило його товаришеві по команді CSC Франкові Шлеку одягнути жовту майку на фініші 15-го етапу в Прато Невозо. Однак на вирішальному 17-му етапі Састре показав свій клас і здатність долати гірські підйоми, атакувавши від підніжжя останнього підйому дня, Альп д'Юез і фінішувавши на 2 хвилини і 15 секунд попереду Еванса, водночас вигравши етап і одягнувши жовту майку. Знаючи, що на передостанньому етапі, індивідуальній гонці з роздільним стартом, невеликої переваги в часі над таким спеціалістом з роздільних стартів як Еванс може бути не достатньо, щоб забезпечити перемогу в загальному заліку, Састре прагнув збільшити перевагу над своїми найближчими конкурентами хоча б до кількох хвилин.
Після переможного етапу 17 Састре на 1 хвилину 24 секунди випереджав свого напарника Франка Шлека перед останньою гонкою з роздільним стартом, і, що більш важливо, ще на 10 секунд Еванса, якого вважали сильнішим на гонках з роздільним стартом. Багато спеціалістів вважали, що він зможе подолати дефіцит і замінити Састре на першому місці. Однак, Састре вдалося втримати своє лідерство в гонці, закінчивши тур з 58-секундною перевагою. Після своєї перемоги в генеральній класифікації, Састре не знаходив слів, щоб висловити свою радість, нарешті досягнувши юнацькоі мрії;
Перемога Састре увінчала винятково успішний Тур 2008 для його команди CSC–Saxo Bank, де перемогу в класифікації молодих гонщиків здобув Енді Шлек, в загальному командному заліку, а також 2 етапи, один з яких виграв Састре, на Альп-д'Юез.
Його перемогу втім піддав критиці Ленс Армстронг, який сказав, що Тур 2008 був жартом. Проте, Армстронг пізніше вибачився за це перед Састре.
Састре і CSC не змогли домовитися про новий контракт, тому він пішов з команди наприкінці року.
Після Туру спортсмен зосередився на "Вуельті Іспанії", маючи на меті подвоїти свою перемогу. Її він завершив на 3-му місці в загальному заліку..

### 2009
Састре приєднався до нової команди Cervélo TestTeam на сезон 2009. Він виграв гірський етап 16 Джиро д'Італія 2009, який називають королівським етапом Джиро, проїхавши його за сім годин і дванадцять хвилин. Його рішуча атака дозволила йому вирватися з групи претендентів на перемогу в генеральній класифікації, потрапивши на вершину Кальї трохи менш як на півхвилини швидше, ніж група, яку він залишив. Після уявного провалу форми на етапі 17 цієї велобагатоденки, Састре відскочив з іншою перемогою на самоті на етапі 19 до Везувію.
Потім він закінчив Джиро з солідною їздою на останній гонці з роздільним стартом навколо Риму, не пустивши вперед Івана Бассо і закінчив  на 2-му місці в загальному заліку.
На 2009 Тур де Франс, Састре спробував захистити свій титул, але проїхав його невиразно і посів 16-ту місце в генеральній класифікації.

## Кар'єрні досягнення

### Основні результати
Джерело:
2000
8-й у генеральній класифікації Вуельта Іспанії
1-й  Гірська класифікація
2001
1-й на етапі 3 Вуельта Бургоса
2002
5-й — Тур Романдії
10-й — Тур де Франс
2003
6-й — Тур Романдії
9-й — Тур де Франс
1-й на етапі 13
2004
6-й — Вуельта Іспанії
8-й — Тур де Франс
2005
6-й — Джиро дель Емілія
1-й на етапі 1 Сходження на Монжуїк
2-й — Вуельта Іспанії
2006
1-й на етапі 5 (TTT) Джиро д'Італія
1-й Класіка Прімавера
3-й — Тур де Франс
1-й на етапі 17
4-й — Вуельта Іспанії
1-й на етапі 1 (Командна гонка з роздільним стартом|TTT)
2007
2-й — Вуельта Іспанії
4-й — Тур де Франс
2008
1-й  в ГК Тур де Франс
1-й  Гірська класифікація
1-й на етапі 17
3-й — Вуельта Іспанії
9-й — Вуельта Мурсії
2009
2-й — Джиро д'Італія
1-й на етапах 16 і 19
2010
3rd Класика Сан-Себастьяна
7-й — Вуельта Іспанії
8-й — Джиро д'Італія
2011
3-й — Тур Австрії
7-й — Тур Словенії

### Результати в генеральній класифікації Гранд-туру
| Гранд-тур       | 1999 | 2000 | 2001 | 2002 | 2003 | 2004 | 2005 | 2006 | 2007 | 2008 | 2009 | 2010 | 2011 |
| --------------- | ---- | ---- | ---- | ---- | ---- | ---- | ---- | ---- | ---- | ---- | ---- | ---- | ---- |
| Джиро д'Італія  | 101  | —    | —    | 38   | —    | —    | —    | 43   | —    | —    | 2    | 8    | 30   |
| Тур де Франс    | —    | —    | 20   | 10   | 9    | 8    | 21   | 3    | 4    | 1    | 16   | 20   | —    |
| Вуельта Іспанії | —    | 8    | DNF  | —    | 35   | 6    | 2    | 4    | 2    | 3    | —    | 7    | 20   |